# Nacella terroris
Nacella terroris är en snäckart som först beskrevs av Henri Filhol 1880.  Nacella terroris ingår i släktet Nacella och familjen Nacellidae. Inga underarter finns listade i Catalogue of Life.